# Château Bel Air-Marquis d'Aligre
Pour les articles homonymes, voir Château Bel Air.
Le château Bel Air-Marquis d'Aligre est un domaine viticole dans le vignoble de Bordeaux, situé en appellation margaux.
Il porte le nom de ceux qui furent ses propriétaires jusqu'à la fin du XIXe siècle, les marquis d'Aligre. Destiné à leur consommation personnelle, le vin du château n'est pas présenté au classement de 1855. Il est classé « grand cru exceptionnel » en 1932.
Il a la particularité d'être élaboré comme les bordeaux du XIXe siècle : avec des proportions comparables des 4 cépages médocains et avec une vinification faite essentiellement en cuves, sans élevage en barriques de chêne neuves. Sa finesse peu boisée et peu tannique lui confère une place particulière parmi ses pairs margalais, et lui vaut d'être comparé à des vins de pomerol voire à des grands vins de Bourgogne.

## Histoire

### Les marquis d'Aligre
L'exploitation agricole et viticole du domaine remonte au XVIIIe siècle, la date de 1758 figurant au frontispice d'un des bâtiments. Le premier propriétaire connu est le marquis Étienne François d'Aligre (1727-1798).
Son fils Étienne Jean François d'Aligre (1770-1847) hérite en 1798 de son immense fortune, comprenant 21 000 hectares de terres, notamment dans la région de Bordeaux, et comprenant le château Bel Air. En 1825, il est un des premiers à mettre son vin dans des bouteilles de couleur olive et de forme bordelaise. Destinant sa production à sa consommation propre et ne souhaitant pas qu'elle aille dans le commerce, il fait inscrire au verso des bouteilles « Défendu d'en laisser », ce qui fit surnommer le vin du domaine de « Margaux défendu »,.
C'est son petit-fils, Étienne-Marie-Charles de Pomereu-d'Aligre (1813-1889), qui hérite ensuite du domaine. Le vin étant toujours destiné à la consommation personnelle de son propriétaire, il n'est pas présenté au classement de 1855, et il ne figure donc pas dans ce classement établi par les courtiers bordelais entre les vins qu'ils commercialisaient.
Le domaine est vendu par la famille en 1897.

### Première moitié duXIXesiècle
Le château passe alors entre plusieurs mains, notamment celles de Maurice Larronde (1865-1941), conseiller municipal de Soussans et membre de la Chambre d'agriculture.

### XXesiècleetXXIesiècle
Au classement des crus bourgeois de 1932, il obtient le statut de « grand cru exceptionnel », dont il est toujours fait mention sur l'étiquette.
Pierre Boyer rachète le domaine en 1947. C'est son fils Jean-Pierre Boyer qui gère le domaine depuis 1950.
Le domaine ne participe pas au classement des crus bourgeois de 2003, qui est finalement annulé par la cour d'Appel de Bordeaux en 2007.

## Vignoble
Le domaine s'étend sur 13 ha, dont une partie jouxte celles du château Margaux sur le plateau de Virefougasse,.
Les 4 cépages médocains y sont plantés en proportions comparables, un fait qui était courant dans le bordelais, mais qui est devenu rare aujourd'hui où domine sur la rive gauche le cabernet sauvignon, secondé par le merlot. La proportion élevée de petit verdot est particulièrement distinctive. Les cépages sont complantés, les uns côtoyant les autres dans un même rang de vigne
- merlot : 35 %
- cabernet sauvignon : 30 %
- cabernet franc : 20 %
- petit verdot : 15 %

L'âge moyen des vignes est de 35 ans.

## Vinification
Les raisins des différents cépages sont pressés ensemble.
La vinification est faite essentiellement en grandes cuves de ciment, sur une longue durée allant de 4 à 6 années. Contrairement à la quasi-totalité des grands vins de Bordeaux actuels, la vinification ne fait pas usage de barriques de chêne neuves.

## Vin
Le domaine produit un unique vin, qui porte son nom, et qui n'est produit que dans les années jugées bonnes. Ainsi, dans la décennie 1990, le domaine n'a pas produit de millésimes 1991, 1992, 1993, 1994 ni 1997, et dans la décennie 2000, les millésimes 2002 ni 2007, le vin étant alors vendu en vrac.
Assez peu puissant, le Château Bel Air-Marquis d'Aligre se caractérise par sa finesse, sa complexité délicate, la légèreté de ses tannins. Il est capable d'une très grande garde, sur plusieurs décennies. Le long élevage en cuves et un long vieillissement en bouteilles peuvent nécessiter une importante aération - jusqu'à une journée - avant dégustation.
Peu boisé et peu tannique, sa finesse lui confère une place particulière dans les grands vins de la rive gauche de Bordeaux et lui vaut d'être comparé à des vins de pomerol voire à des grands vins de Bourgogne.